# 1893 en science-fiction
| Années de la science-fiction : 1890 - 1891 - 1892 - 1893 - 1894 - 1895 - 1896    |
| Décennies de la science-fiction : 1860 - 1870 - 1880 - 1890 - 1900 - 1910 - 1920 |

L'année 1893 a connu, en matière de science-fiction, les faits suivants. 

## Parutions littéraires

### Romans
- La Fin du monde, par Camille Flammarion.
- Unveiling a Parallel, par Alice Ilgenfritz Jones et Ella Robinson Merchant.